# Storia della Bolivia
La storia della Bolivia si riferisce al territorio corrispondente all'incirca all'attuale Bolivia nelle varie fasi storiche.

## Epoca precolombiana
- Circa 20.000 anni fa: prime tracce che testimoniano la presenza umana in Bolivia.
- III millennio a.C.: prime evidenze riguardanti la pratica dell'agricoltura.
- II millennio a.C.: prime evidenze riguardanti l'utilizzo dei metalli.
- II secolo a.C. - XIII secolo d.C.: la cultura Tiwanaku si sviluppa nei pressi del Lago Titicaca con apice tra il VI e il IX secolo. Altre culture contemporanee sono i Moxo e i Kolla.
- 1440-1450: l'Impero inca si espande verso l'attuale Bolivia.
- 1531: gli Spagnoli di Francisco Pizarro entrano in Ecuador e si accingono ad appropriarsi del territorio boliviano.
- 1532: viene catturato e giustiziato Atahualpa e gli Inca vengono sconfitti nella battaglia di Cajamarca.

## Epoca coloniale
- 1538: viene fondata la città di Nuestra Señora de La Paz, che successivamente diviene La Paz, attuale sede del governo.
- 1544: inizia lo sfruttamento della miniera d'argento di Cerro Rico, nei pressi di Potosí, che diviene la città più ricca e popolosa dell'emisfero occidentale.
- 1552: istituito il primo vescovado dell'Alto Perù a La Plata, l'attuale Sucre (capitale del paese).
- 1561: viene fondata la città di Santa Cruz de la Sierra.
- 1623: i Gesuiti fondano l'Alta Università Reale e Pontificia di San Francesco Saverio di Chuquisaca, la prima università dell'Alto Perù.
- 1781: viene giustiziato Túpac Amaru II, pronipote dell'Inca Túpac Amaru e promotore di una delle più significative rivolte che avvennero nel XVIII secolo.

## Indipendenza
- 1809: a seguito di numerosi movimenti per l'indipendenza, Sucre e La Paz si proclamarono indipendenti. Seguono a ruota le città di Cochabamba, Oruro e Potosí.
- 1822: i ribelli di Antonio José de Sucre sconfiggono i realisti nella battaglia di Pichincha.
- 1824: l'America del sud guidata da Simón Bolívar Palacio e Antonio José de Sucre Alcalá vince la battaglia di Ayacucho (Perù).
- 1825: viene proclamata ufficialmente la Repubblica della Bolivia, il cui nome è dedicato al suo liberatore Simón Bolívar.

## Storia contemporanea
- 1879-1884: viene combattuta la guerra del Pacifico contro il Cile. Quest'ultimo vince la guerra e la Bolivia perde l'unico sbocco al mare che possedeva.
- 1880: viene scritta l'attuale Costituzione della Repubblica.
- 1932-1935: viene combattuta la guerra del Chaco contro il Paraguay. La Bolivia è nuovamente sconfitta e i confini ulteriormente ridotti.
- 1952: a seguito di un colpo di Stato militare, scoppia la cosiddetta rivoluzione boliviana. Divenne Presidente della Repubblica Víctor Paz Estenssoro.
- 1964: un colpo di Stato destituisce Estenssoro arrivato alla terza legislatura consecutiva.
- 1966-1971: con successivi colpi di stato si avvicendano governi piuttosto deboli.
- 1967: l'esercito boliviano, appoggiato dalla CIA, cattura e uccide Ernesto Guevara (il Che) mentre sta organizzando una campagna rivoluzionaria.
- 1971: sale al potere con un golpe, il Generale Hugo Banzer Suárez. L'economia segnala una ripresa, a discapito della libertà e dei diritti umani.
- 1978: Banzer indice le elezioni.
- 1978-1981: si alternarono colpi, contro-colpi e governi di breve periodo.
- 1982: sale al potere Hernán Siles Zuazo.
- 1985: vengono indette le elezioni anticipate e torna al governo Paz Estenssoro.
- 1985-1989: Paz Estenssoro riporta un'economia disastrata a livelli accettabili, generando però profondi malcontenti sociali.
- 1989: a seguito di elezioni, sale al potere Paz Zamorra, della sinistra moderata.
- 1989-1993: Paz Zamorra governa cercando di mediare tra rigide politiche economiche e riforme sociali.
- 1993: a seguito di elezioni, viene eletto presidente Gonzalo Sánchez de Lozada, ex imprenditore appoggiato dal centro-destra.
- 1993-1997: Sánchez de Lozada porta avanti politiche economiche rigide con l'appoggio dal Fondo Monetario Internazionale; contrasta, con l'appoggio degli Stati Uniti, la coltivazione della coca.
- 1997: a seguito delle elezioni torna al potere l'ex dittatore, Gen. Hugo Banzer, appoggiato dalla destra.
- 1997-2002: Banzer fa una politica neoliberista puntando sulle privatizzazioni delle risorse naturali.
- 2000: esplodono proteste, in particolare a Cochabamba contro la privatizzazione dell'acqua. Banzer, prima instaura la legge marziale, poi torna sui suoi passi.
- 2002: Sánchez de Lozada torna ad essere presidente, sconfiggendo di pochi punti percentuali l'aymara Evo Morales, sostenuto dagli indios, in particolare dai cocaleros (i coltivatori di coca).
- 2003: scoppia la cosiddetta guerra boliviana del gas, una serie di rivolte per la nazionalizzazione del gas. Sánchez de Lozada prima cerca di opporsi ai manifestanti con l'esercito, poi scappa a Miami. Diventa presidente il suo vice Carlos Mesa.
- 2005: le proteste continuano e Mesa si dimette. Eduardo Rodríguez, ex-presidente della Corte Suprema, diventa Presidente della Repubblica.
- 2006
  - 22 gennaio: Evo Morales (del MAS, Movimiento al Socialismo) è eletto Presidente della Repubblica con oltre il 53% dei voti. È il primo presidente indios della Bolivia.
  - 1º maggio: Morales decreta la definitiva nazionalizzazione dei giacimenti di idrocarburi del Paese, in linea con le promesse fatte durante la campagna elettorale.